# قائمة شخصيات ظهرت على طوابع البريد المصرية
هذه قائمة بأسماء الأشخاص الذين وُضعت صورهم على طوابع بريد مصرية، متبوعة بتاريخ السنة التي صدر فيها الطابع.

## ا
- إبراهيم المازني (1989)

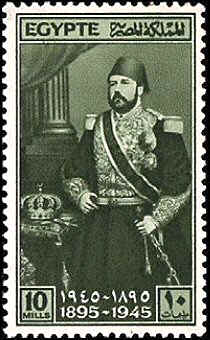
طابع يحمل صورة الخديو إسماعيل في ذكرى مرور 50 عامًا على وفاته

- إبراهيم باشا ابن محمد علي (1948، 1989)
- ابن خلدون (2006)
- ابن رشد (1978)
- ابن سينا (1968)
- ابن الفارض (1981)
- أبو الريحان البيروني (1975)
- إحسان عبد القدوس (2003)
- أحمد أمين (1986)
- أحمد الدمرداش توني (1999)
- أحمد رامي (2001)
- أحمد زكي أبو شادي: طبيب وشاعر (1992)
- أحمد زويل (1998، 1999، 2009)
- أحمد شوقي (1957، 1982، 2007)
- أحمد عرابي (1981، 1983)
- أحمد لطفي السيد (1988)
- إخناتون (1977، 1995، 2012)
- الخديوي إسماعيل (1934، 1945 ـ 1946، 1950، 2004، 2011)
- إسماعيل ياسين (1997)
- آسيا داغر (1999)
- آلن مكليود كورماك (2009)
- ألبرت لوتولي (2009)
- أم كلثوم (1975، 2000)
- إمحوتب (1928، 1968)
- أمنحتب الثالث (1994)
- أمنمحات الثالث (1993)
- محمد أنور السادات (1973 ـ 1978، 1980 ـ 1981، 2009)
- أنور وجدي (1999)
- أوسركاف (1964)

## ب
- باتريس لومومبا (1962)
- الإمام البخاري (1969)
- بشارة الخوري، رئيس لبنان (1946)
- بول هاريس (1955)
- بيرم التونسي (1993)

## ت
- تحتمس الثالث (1994)
- توت عنخ آمون (1947، 1964، 1967، 1972، 1995، 1997 ـ 1999، 2004، 2005، 2013)
- توفيق الحكيم (1988، 2010)
- تيودور بلهارتس (1962)
- تيي (1997)

## ج
- جلال الدين الرومي (2007)
- جمال حمدان (2006)
- جمال عبد الناصر (1964 ـ 1965، 1967، 1969 ـ 1972، 2011، 2012)
- جمال الدين الأفغاني (1967)
- جورج أبيض (1996)
- جون ماكسويل كويتزي (2009)

## ح
- حافظ إبراهيم (1957، 1982، 2007)
- حتشبسوت (1994)
- حسن الإمام (2003)
- الحسن الثاني ملك المغرب (1962)
- حسن فايق (2002)
- حسن فتحي: مهندس معماري (1994)
- حسين رياض (2000)
- حفني ناصف (1969)
- حورمحب (1997)

## خ
- خفرع (1970، 1972، 1988)
- خوفو (1988)

## د
- داغ همرشولد (1962)
- ديزموند توتو (2009)

## ر
- رفاعة الطهطاوي (1973)
- رمسيس الثاني (1921 ـ 1922، 1957 ـ 1959، 1964، 1967، 1979، 2012)
- رمسيس الثالث (1969، 1998)
- رياض السنباطي (2001)

## ز
- زكريا أحمد (2001)
- زكي رستم (1997)
- زكي طليمات (1997)
- زكي مبارك (1991)

## س
- سعد زغلول (1977)
- سلامة حجازي (1967)
- سليم حسن (1987)
- سليمان نجيب (1997)
- سميرة موسى (1999)
- سنوسرت الأول (1993)
- سوزان مبارك (2003)
- سيتي الأول (1973)
- سيد درويش (1958، 1992)
- سيد مكاوي (2005)
- سيدني برنر (2009)
- سيمون بوليفار (1983)

## ش
- شكري القوتلي (1946)
- شامبليون (1972، 1999)
- شنودة الثالث (بابا الإسكندرية) (2012)

## ص
- صلاح أبو سيف (2003)
- صلاح الدين الأيوبي (1957)

## ط
- طلعت حرب (1970، 1992)
- طه حسين (1973)

## ع
- عائشة عبد الرحمن (1999)
- عباس محمود العقاد (1974)
- عبد الحليم حافظ (1995)
- عبد الحميد بدوي (1987)
- عبد الحميد عبد الحق (2004)
- عبد الرحمن الجبرتي (1973)
- عبد الرحمن الرافعي (1989)
- عبد الرحمن الشرقاوي (2004)
- عبد العزيز آل سعود، عاهل المملكة العربية السعودية (1946)
- عبد العزيز البشري (1993)
- عبد القادر حمزة (1991)
- عبد الله الأول، ملك الأردن (1946)
- عبد الله النديم (1971)
- عبد المنعم رياض (1972)
- عبد الوارث عسر (2000)
- عزيز أباظة شاعر (2001)
- عزيزة أمير (2002)
- علي باشا إبراهيم (1980)
- علي إسماعيل (2005)
- علي الجارم (1979)
- علي الغاياتي (1981)
- علي الكسار (1996)
- علي باشا مبارك (1968، 1993)
- علي مصطفى مشرفة (1980)
- عمر مكرم (1973)
- عنخ إسن أمون (1972، 1997)

## غ
- غاندي (1969)

## ف
- الفارابي (1975)
- فاروق الأول، ملك مصر (1929، 1937 ـ 1953، 2011)
- فاطمة رشدي (1996)
- الأميرة فريال (1940، 1943)
- فريد الأطرش (1999)
- فريد شوقي (2002)
- الملكة فريدة (1938)
- فريديريك دي كليرك (2009)
- فكري أباظة: صحفي (2004)
- فلاديمير لينين (1970)
- فؤاد الأول، ملك مصر (1923 ـ 1937، 1944، 1946، 1950)
- الملك فيصل عاهل المملكة العربية السعودية (1977)
- فيصل الثاني، ملك العراق (1946)
- فيلهلم كونراد رونتغن (1995)

## ق
- قاسم أمين (1958)

## ك
- كارم محمود (2000)
- كامل كيلاني (1984)
- كليوباترا (1914، 1922)
- كمال سليم (2003)
- كمال الطويل (2005)
- الكندي (1975)
- كوفي أنان (2009)

## ل
- لويس التاسع ملك فرنسا (1957)
- ليلى مراد (1999)

## م
- ماري منيب (2002)
- ماكس تيلر (2009)
- محمد البرادعي (2005، 2009)
- محمد تيمور (1992)

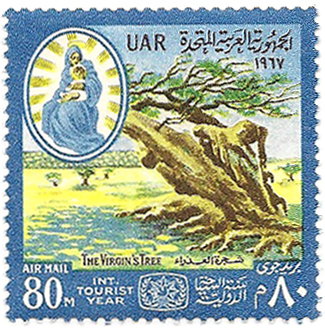
مريم العذراء على طابع بريد مصري عن شجرة مريم صدر عام 1967 بمناسبة عام السياحة العالمي

- محمد حسني مبارك (1993، 1999، 2004 ـ 2007)
- محمد حسين هيكل (1988)
- محمد رشدي (2005)
- محمد عبد الوهاب (1991)
- محمد عبده (1965)
- محمد علي باشا (1928، 1949)
- محمد فريد (1969)
- محمد فريد أبو حديد (1993)
- محمد فهمي عبد المجيد: مؤسس مستشفى المواساة (1990)
- محمد فوزي (2000)
- محمد القصبجي (2001)
- محمد كريّـم (1973)
- محمد كريم (1996)
- محمد متولي الشعراوي (1998)
- محمد الموجي (2005)
- محمد ناجي (1991)
- محمود تيمور (1994)
- محمود سامي البارودي (1979)
- محمود سعيد (1997)
- محمود الشريف (2001)
- محمود عزمي (1958)
- محمود مختار (1962، 1984، 1991)
- محمود المليجي (2000)
- مرقس الرسول (1968)
- مريم العذراء (1967، 2000، 2004)
- مصطفى صادق الرافعي (1980)
- مصطفى كامل باشا (1958)
- مصطفى كمال أتاتورك (1981)
- مصطفى لطفي المنفلوطي (1974)
- المقريزي (1965)
- منقرع (1973، 1988)

## ن
- نادين غورديمير (2009)
- الملكة ناريمان (1951)
- نبوية موسى (1990)
- نجيب الريحاني (1995)
- نجيب محفوظ (1988، 2009)
- نفرت (1958 ـ 1959، 2000)
- نفرتاري (1963 ـ 1964، 1967 ـ 1969)
- نفرتيتي (1947، 1953، 1956، 1959 ـ 1960، 1977، 1995، 2004)
- نيلسون مانديلا (2009)
- نهرو (1989)

## هـ
- هاينريش فون شتيفان: مؤسس اتحاد البريد العالمي (1981، 1997)
- هدى شعراوي (1973)
- هنري بركات (2003)
- هيلاريون كابوتشي (1977)

## و
- وانغاري ماثاي (2009)
- وولي سوينكا (2009)

## ي
- يحيى حقي (2009)
- يسوع (2004)
- يوسف إدريس (2003)
- يوسف السباعي (1978)
- القديس يوسف النجار (2000)
- يوسف وهبي (1995)